# يوجين كريشيون
يوجين كريشيون (بالرومانية: Eugen Crăciun)‏ هو لاعب كرة قدم روماني في مركز الدفاع، ولد في 22 مارس 1986 في برايلا في رومانيا. لعب مع دينامو بوخارست ونادي أسترا جورجو.

## وصلات خارجية
- يوجين كريشيون على موقع قاعدة بيانات كرة القدم.إي يو (الإنجليزية)
- يوجين كريشيون على موقع Soccerway.com (الإنجليزية)